# Csilla Bátorfi
Csilla Bátorfi (Szombathely, 3 marzo 1969) è una tennistavolista ungherese.
Partecipò a cinque edizioni consecutive dei Giochi olimpici, da Seul 1988 ad Atene 2004.
Dal 2008 al 2011 è stata alla guida della nazionale femminile italiana di tennistavolo.